# Конзервативци (Србија)
Конзервативци су група политичких истомишљеника која је утицала на политичка збивања и уставно уређење Србије током 19. века. Њихов опонент у политичком животу су били либерали. Конзервативци су се залагали за одлучнију улогу Савета а не Народне скупштине, а такође су били велики противници доношења слободоумних закона. Међу њима на првом месту се истицао Илија Гарашанин, Јован Мариновић и Никола Христић. За време Намесништва и владавине либерала бивају прогањани. Крајем седамдесетих година 19. века конзервативце замењују младоконзервативци који ће 1881. године основати Напредну странку.